# گووخه
گووخه (به لاتین: Głuchy) یک روستا در لهستان است که در گمینا زابروجه واقع شده‌است. گووخه ۳۰۰ نفر جمعیت دارد.